# Криж (Севниця)
Криж (словен. Križ) — поселення в общині Севниця, Споднєпосавський регіон, Словенія. Висота над рівнем моря: 450 м.